# HTL für Lebensmitteltechnologie Wels
Die Höhere technische Lehranstalt für Lebensmitteltechnologie – Getreidewirtschaft und Biotechnologie  steht in der Stadtgemeinde Wels in Oberösterreich. Die Privatschule des Landes ist in ihrer Art der Ausbildung die einzige in Österreich. Besonders ist auch, dass pro Jahrgang nur eine Klasse aufgenommen wird.

## Geschichte
1921 wurde eine Müllereifachschule gegründet. 1966 folgte eine Meisterschule für Müllerei, 1975 eine Fachschule für Getreidewirtschaft, 1988 eine Fachschule für Lebensmitteltechnologie und Getreidewirtschaft, 1989 eine HTL für Lebensmitteltechnologie und Getreidewirtschaft, 1993 eine Meisterschule für Müller und Bäcker, 1994 eine Meisterschule für Müller, Bäcker und Konditoren, 2005 die neue Ausbildungsrichtung Biotechnologie.
Bis zum Jahrgang 2011/2012 gab es eine Unterteilung der Klassen in Lebensmittel- oder Biotechnologie. Seit 2012 wird nicht mehr in diese zwei Zweige aufgeteilt, somit erhalten alle Schüler dieselbe Ausbildung. Außerdem gibt es pro Jahrgang nur eine Klasse mit rund 30 Schülern. Als einzige Schule ihrer Art bietet sie mehrere chemische Labors, ein teigrheologisches Labor sowie eine hauseigene Bäckerei und Mühle. 
Die Meisterschule wird ebenfalls vom Land Oberösterreich erhalten und hat Privatschulstatus mit Öffentlichkeitsrecht. Auch sie ist in Österreich die einzige derartige Ausbildungsstätte. Die Meisterschule wurde von der Wirtschaft gefordert, um Fachkräfte im Bereich Müllerei, Bäckerei und Konditorei für die neuen Anforderungen in den Branchen und in der EU auszubilden.

## Ausbildungsabschlüsse
- Matura (Zugangsberechtigung zu Hochschulen und Universitäten)
- Berufsdiplom (Befähigungsnachweise in einzelnen Berufssparten)
- europaweite Anerkennung als postsekundäre Ausbildung

## Leitung
- seit 2014 Gisela Wenger-Oehn

## Schulgebäude
2010 erfolgte ein Umbau an der HTL. Der Umbau beinhaltete eine Vergrößerung der Schule und Errichtung neuer Klassen und Labors: Mikrobiologielabor, Technikum, Labor für instrumentelle Analytik, nasschemisches Labor, Backlabor, Teigrheologielabor.